# Jean Baptiste de La Quintinie
Jean Baptiste de La Quintinie (Chabanais, 1º marzo 1624 – Versailles, 11 novembre 1688) è stato un agronomo e giardiniere francese.

## Biografia
Studiò nel collegio dei gesuiti di Poitiers, poi, nella locale Università, filosofia e diritto. Completati gli studi, fu avvocato nel Parlamento di Parigi e referendario della regina. Divenuto precettore del figlio del presidente della Corte dei Conti, l'accompagnò in Italia e, dopo il ritorno in Francia, decise di lasciare i suoi incarichi per consacrarsi al giardinaggio: il presidente Tambonneau gli commissionò la progettazione e la conduzione del proprio giardino situato nella strada dell'Università di Parigi.
Visitò l'Inghilterra, come avveniva di regola per i giardinieri francesi, e gli fu proposto l'incaricato, dallo stesso re Giacomo II di Inghilterra di occuparsi dei suoi giardini, ma Jean Baptiste rifiutò l'offerta, preferendo ritornare in Francia.
Nel 1660 sposò Marguerite Joubert avendone tre figli che non gli sopravvissero. Nel 1661 fu incaricato dal sovrintendente alle Finanze, Nicolas Fouquet, di gestire i giardini del suo castello di Vaux-le-Vicomte, insieme con Le Nôtre, Le Vau e Le Brun, i quali furono presi a servizio da Luigi XIV quello stesso anno, alla caduta in disgrazia del Fouquet La Quintinie fu incaricato di occuparsi dell'orto creato da Luigi XIII a Versailles e di fornire di frutta e verdure per la tavola del re.

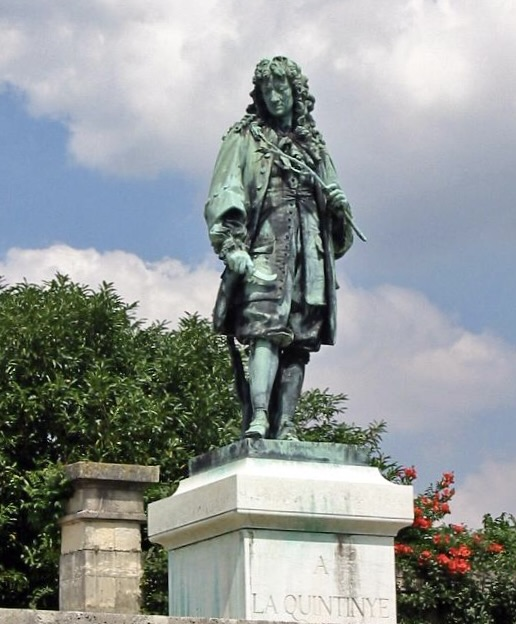
Monumento a La Quintinie a Versailles

Si occupò poi dei giardini di grandi personaggi dell'epoca: del principe di Condé nel 1665 a Chantilly, di Mademoiselle de Montpensier, a Choisy-le-Roi, del duca Charles de Sainte-Maure a Rambouillet e di Colbert a Sceaux
Il 17 marzo 1670 Luigi XIV lo nominò «direttore dei giardini, frutteti e orti di tutte le case reali», carica creata appositamente per lui.
Nel 1678 intraprese la creazione del nuovo orto reale, terminato cinque anni dopo. Questo giardino, che ancora esiste, è stato classificato nel 1921 monumento storico. Al servizio del re migliorò la produzione dei giardini, acclimatando specie delicate, come fichi e meloni e riuscendo a produrre frutti e verdure fuori stagione, come lattuga a gennaio e fragole a marzo: fu un precursore della coltura delle primizie.
Nel 1687 fu fatto nobile da Luigi XIV. Nel 1690, due anni dopo la morte, apparve la sua Instruction pour les jardins fruitiers et potagers che riassume la sua esperienza e le sue riflessioni, specialmente sui metodi di forzatura delle verdure e sulla potatura degli alberi.